# Rieck
Rieck ist ein deutscher Familienname.

## Namensträger
- Alfred Rieck (1914–2000), deutscher Ruderer
- Antje Rieck-Blankenburg (* 1962), deutsche Übersetzerin
- Arnold Rieck (1876–1924), deutscher Humorist, Couplet-Sänger und Schauspieler bei Bühne und Film
- Christian Rieck (* 1963), deutscher Wirtschaftswissenschaftler
- Christopher Rieck (* 1976), deutscher American-Football-Spieler
- Emil Rieck (1852–1939), deutscher Landschafts-, Genre- und Theatermaler
- Eva Rieck (* 1949), Schweizer Theater- und Filmschauspielerin
- Franziska Rieck (* 1978), deutsche Schauspielerin
- Friedrich Rieck (1809–1878), deutscher Philologe und Parlamentarier
- Georg Wilhelm Rieck (1914–2005), deutscher Veterinärmediziner
- Gilbert De Rieck (* 1936), belgischer Radrennfahrer
- Hans Rieck (1880–1956), deutscher Landrat und Regierungsvizepräsident
- Hermann Rieck (1850–nach 1917), deutscher Landschaftsmaler und Genremaler
- Horst Rieck (* 1941), deutscher Journalist und Autor
- Jens-Jörg Rieck (* 1963), deutscher Sportreporter
- Josef Rieck (1911–1970), deutscher Buchhändler
- Käthe Rieck (1902–2004), deutsche Museumsleiterin
- Karl Rieck (1851–1932), deutscher Pädagoge und Heimatforscher
- Karl Friedrich Rieck (um 1650–1704), deutscher Violinist und Komponist
- Lea Rieck (* 1986), deutsch-österreichische Journalistin, Buchautorin und Abenteuerreisende
- Lina Rieck (1878–1964), deutsche Politikerin
- Magdalene Rieck (1892–1977), deutsche Tennisspielerin
- Marcus Rieck (* 1977), deutscher Jazzschlagzeuger
- Martin Rieck (Dokumentarfilmer) (* 1980), deutscher Journalist und Dokumentarfilmer
- Martin Rieck (Sänger) (* 1990), deutscher Opern- und Konzertsänger (Tenor), Hochschullehrer und Gesangspädagoge
- Mathias Rieck (* 1979), deutscher Segler
- Max Rieck (1857–1932), deutscher Kaufmann, Publizist und Verleger
- Mieken Rieck (1892–1977), deutsche Tennisspielerin und Sportfunktionärin
- Olaf Rieck (* 1964), deutscher Bergsteiger
- Otto Rieck (1882–1940), deutscher Publizist und Verleger
- Paul Rieck (1889–nach 1943), deutscher SA-Führer
- Rudolf Rieck (1846–1924), deutscher Fabrikant und Politiker
- Siegfried Rieck (1845–1907), deutscher Verleger
- Walter Rieck (Politiker) (1885–1974), deutscher Politiker (SPD)
- Walter Rieck (Biologe) (1905–1990), deutscher Biologe
- Walter Rieck (Illustrator) (1911–2002), deutscher Illustrator
- Wilhelm Rieck (1893–1991), deutscher Veterinärmediziner
- Wolf Rieck (* 1943), deutscher Wirtschaftspädagoge und Hochschulpräsident
- Wolfgang Rieck (Musiker) (* 1953), deutscher Lyriker, Sänger und Liedermacher
- Wolfgang Rieck (Politiker) (* 1954), deutscher Politiker (CDU)